# Muzaffarides (Gujarat)
Les Muzaffarides  sont une dynastie de sultans du Gujarat de 1391 à 1583,  fondée par Zafar Khan Muzaffar (ou  Muzaffar Shah I), gouverneur du Gujarat sous le sultanat de Delhi.
Le sultanat étant affaibli par le sac de Delhi par Timur en 1398, Zafar Khan, fils d'un Rajput converti à l'islam, en profite pour s'établir comme sultan d'un Gujarat indépendant. Son fils, Ahmed Shah, établit la capitale à Ahmedabad. La dynastie règne presque 200 ans, étendant son emprise jusqu'à Malwa et le golfe de Kutch. Elle prend fin avec la conquête du Gujarat par l'empire moghol. 
Pendant le règne des Muzaffarides, Ahmedabad devient une des villes les plus peuplées et les plus riches du monde. Les sultans sont les instigateurs d'une architecture particulière qui mélange des éléments architecturaux hindous et jains. L'architecture islamique du Gujarat  contient les prémices du style moghol avec des mihrabs décorés, des minarets, des jalis (écrans sculptés en pierre ajourée) et des chattris (petits pavillons à coupoles).

## Sultans Muzaffarides du Gujarat
- Muzaffar Shah I (1391–1403)
- Tatar Mohammed I Shah  (1403–1407)
- Muzaffar Shah I (restauré) (1407–1411)
- Ahmed Shah du Gujarat I (1411–1442)
- Mohammed II Karim Shah (1442–1451)
- Qutb ud-Din Ahmed Shah II (1451–1458)
- Da'ud Shah (1458)
- Mahmud Shah I Begara (1458–1511)
- Muzaffar Shah II (1511–1526)
- Sikandar Shah (1526)
- Nasr Khan Mahmud II (1526)
- Bahadur Shah (1526–1535)
- Jusqu'à l'Empire moghol (1535–1536)
- Bahadur Shah (restauré) (1536–1537)
- Miran Mohammed (1537)
- Mahmud Shah III (1537–1554)
- Ahmed Shah III (1554–1561)
- Muzaffar Shah III (1561–1573)
- Jusqu'à l'Empire moghol (1573–1583)
- Muzaffar Shah III (restauré) (1583)
- Jusqu'à l'Empire moghol  (1583–1734)